# Paix froide
 (janvier 2018).
Si vous disposez d'ouvrages ou d'articles de référence ou si vous connaissez des sites web de qualité traitant du thème abordé ici, merci de compléter l'article en donnant les références utiles à sa vérifiabilité et en les liant à la section « Notes et références ».

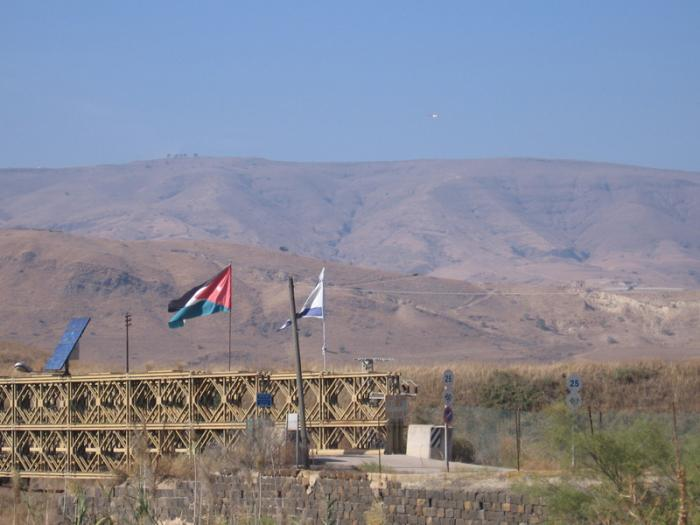
Passage frontalier entre Israël et la Jordanie, sur la route de Naharayim.

Une paix froide est une situation de tension entre États qui altère leurs relations mais exclut l’engagement de forces. Contrairement à une guerre froide, une paix froide, bien que marquée par des niveaux similaires de méfiance et de politique intérieure antagoniste entre les deux gouvernements et les populations, n'entraine pas de guerres par procuration, d'incursions formelles ou de conflits similaires.
Les accords de Camp David, le traité de paix israélo-égyptien et les relations entre l'Égypte et Israël, et aussi le traité de paix israélo-jordanien et les relations entre la Jordanie et Israël sont considérés comme des exemples modernes de paix froides.